# Oleksandr Klimenko
Oleksandr Klimenko (en ucrainès Олександр Клименко; 19 de desembre de 1975) va ser un ciclista ucraïnès professional del 2001 al 2006, que va combinar el ciclisme en pista i posteriorment la carretera.
Del seu palmarès destaca una medalla de plata al Campionat del món de Persecució per equips.

## Palmarès en ruta
- 2002
  -  Campió d'Ucraïna en ruta
  - 1r a la Volta al Japó i vencedor d'una etapa
  - 1r a la Bałtyk-Karkonosze Tour i vencedor d'una etapa
  - 1r a la Majowy Wyścig Klasyczny-Lublin
- 2003
  - 1r a la Bałtyk-Karkonosze Tour i vencedor d'una etapa
- 2005
  - 1r al Gran Premi Velka cena Palma